# Engelse kust van Newfoundland
De Engelse kust van Newfoundland (Engels: English Shore of Newfoundland, meestal kortweg English Shore) was een kustgebied voor de oostkust van het Noord-Amerikaanse eiland Newfoundland waar de Engelsen visserijrechten genoten. De term werd voornamelijk gebruikt om de situatie van de 16e eeuw tot en met de Vrede van Utrecht (1713) aan te duiden. Het concept bleef echter bestaan als de tegenhanger van de Franse kust van Newfoundland (die afgeschaft werd in 1904).

## Geschiedenis

### Vroege geschiedenis
Al sinds de vroege 16e eeuw kwamen Europeanen in groten getale naar Newfoundland vanwege de erg rijke viswateren rondom het eiland. Het betrof voornamelijk seizoensvissers uit enerzijds het westen van Engeland en anderzijds de westelijke kustgebieden van Frankrijk. Deze visserij was zeker vanaf de vroege 17e eeuw bijzonder belangrijk, maar de mogendheden focusten zich op verschillende gebieden van het eiland waardoor er weinig spanningen waren.
De Fransen richten zich voornamelijk op het noordoosten (le Petit Nord) en op de oostelijke helft van de zuidkust (le Chapeau Rouge). De gebieden stonden tezamen gekend als de zogenaamde "Franse kust". De Engelsen waren op hun beurt actief langs het oosten en zuidoosten van de Newfoundlandse kust.
Het betrof voornamelijk seizoensvissers – die dus in de winter weer naar Europa terugkeerden – die daarenboven allerminst aangemoedigd werden om zich permanent op het eiland te vestigen. In de loop van de 17e eeuw gebeurde dit toch en volgens de volkstelling van 1680 kende de Engelse kust zo'n 1.700 permanente inwoners. Dit werd door de Engelse autoriteiten toegestaan omdat ze niet wilden riskeren dat de Fransen, met hun versterkte stadje Plaisance in het zuiden, havens aan de Engelse kust zouden kunnen innemen.

### Vrede van Utrecht (1713)

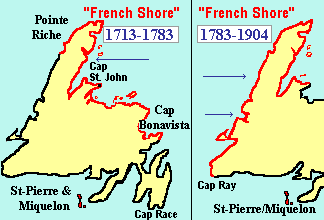
Geografische afbakening van de Franse kust vóór en na de Vrede van Parijs (1783). Vanaf 1713 was de Engelse kust simpelweg het kustgedeelte van Newfoundland dat niet tot de Franse kust behoorde.

In de Vrede van Utrecht uit 1713 werd de Kolonie Newfoundland officieel als een Engelse kolonie erkend door de Fransen. Het hele eiland behoorde nu, ook voor de Fransen, tot het Engelse koninkrijk waardoor er sinds dat moment geen sprake meer was van louter een "Engelse kust". De Franse visserij- en visverwerkingsrechten voor de Newfoundlandse kust bleven echter bestaan, zij het in een geografische anders afgebakende regio. Hun zuidelijke visserijrechten kwamen volledig te vervallen terwijl hun noordelijke visserijrechten geografisch vergrootten (ze omvatten met name het gebied tussen Point Riche in het noorden en Cape Bonavista in het oosten). Ze mochten zich er weliswaar niet vestigen en moesten verplicht na het visseizoen jaarlijks huiswaarts keren.

### Latere geschiedenis
Het volledige zuidoosten, zuiden en westen van de Newfoundlandse kust stond sinds 1713 vrij voor Engelse vissers. Hierdoor viel de facto het merendeel deel van het eiland onder de noemer "Engelse kust" te bestempelen, al bleven de Engelsen zich voornamelijk richten op het oosten en zuidoosten. In de loop van de 18e eeuw begonnen ze ook meer en meer naar het noorden van het eiland te trekken. De Fransen argumenteerden daarop dat hun rechten exclusief waren, terwijl de Britten vasthielden aan de idee dat de rechten gedeeld waren.
De Vrede van Versailles uit 1783 erkende de exclusiviteit van de Franse rechten, maar verschoof deze ook naar het gebied tussen Cape Ray en Cape St. John, met andere woorden heel West-Newfoundland én de Petit Nord. De Engelse kust omvatte sinds dan dus de zuidkust, oostkust en oostelijke helft van de noordkust. Ook na de Franse Revolutie gingen Britse vissers weer verder en verder noordwaarts om die exclusieve rechten in vraag te stellen, al hadden de Fransen rond 1815 orde op zaken gesteld. De Frans-Newfoundlandse visserij verloor vanaf de jaren 1860 danig aan belang en in 1904 werden hun rechten definitief opgeheven door de Entente Cordiale. Hierdoor hield automatisch ook het concept van een "Engelse kust" op te bestaan.

## Geografische situering
Het historische kustgebied dat bekendstond als de zogenaamde "Engelse kust" strekte zich van de zuidoostelijke Cape Race tot en met de noordelijke wateren van Bonavista Bay. Het kerngebied valt echter te situeren tussen Cape Race en Cape Bonavista. In de 17e eeuw waren de belangrijkste havenplaatsen, van noord naar zuid, Bonavista, Trinity, Bay de Verde, Old Perlican, Carbonear, Harbour Grace, Cupids, St. John's, de Isles of Spear, Ferryland en Fermeuse.
Na 1713 sloeg de term simpelweg op ieder deel van de Newfoundlandse kust waar de Fransen geen rechten genoten. Echter blijft vooral het historische kerngebied (16e eeuw–1713) hetgeen dat bekendstaat onder de noemer "Engelse kust".